# Distretto di Karaikal
Il distretto di Karaikal è un distretto del territorio di Pondicherry, in India, di 170 640 abitanti. Il suo capoluogo è Karaikal.